# فنویک (ویرجینیای غربی)
فنویک(به انگلیسی: Fenwick) شهری در ایالت ویرجینیای غربی کشور ایالات متحده آمریکا است که جمعیت آن در سرشماری سال ۲۰۱۰ میلادی، ۱۱۶ نفر بوده‌است.